# كلية المجتمع في الدمام
كلية المجتمع في الدمام هي كلية تقع في المنطقة الشرقية بالمملكة العربية السعودية، تقدم الكلية درجة المشاركة لمدة ثلاث سنين ونصف مع ستة تخصصات، وهي الكمبيوتر وتكنولوجيا المعلومات، والمحاسبة ، والتسويق ، وإدارة سلسلة التوريد ، وإدارة الموارد البشرية، وتكنولوجيا السلامة، توفر الكلية خيار العمل بدوام جزئي للمواطنين السعوديين وكذلك للوافدين والأجانب، وهي جزء من جامعة الملك فهد للبترول والمعادن .

## خلفية
تأسست كلية مجتمع الدمام في عام 2003، وهي مؤسسة أكاديمية حديثة الإنشاء للتعليم العالي تضم خريجي المدارس الثانوية. توفر تيارات تعليمية متعددة لتلبية الطلب المتزايد على سوق العمل المحلي والدولي، وتهدف الكلية إلى تطوير القوى العاملة الماهرة والمختصة.
تواصل الكلية تخطيط وإنشاء برامج مهنية جديدة وفقًا للخطط الإستراتيجية ومتطلبات سوق العمل المحلية والدولية.